# 416 Vaticana
416 Vaticana eller 1896 CS är en asteroid i huvudbältet, som upptäcktes 4 maj 1896 av den franske astronomen Auguste Charlois. Den har fått sitt namn efter kullen Vatikanen i Vatikanstaten.
Asteroiden har en diameter på ungefär 85 kilometer.